# Festival di Berlino 1966

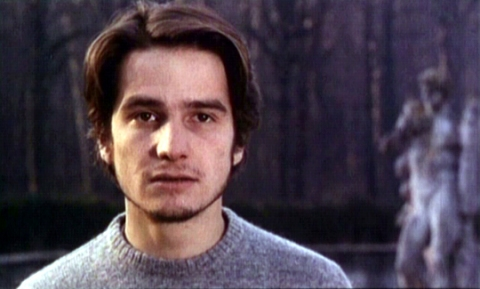
Jean-Pierre Léaud, Orso d'argento per il miglior attore per Il maschio e la femmina di Jean-Luc Godard.

La 16ª edizione del Festival internazionale del cinema di Berlino si è svolta a Berlino dal 24 giugno al 5 luglio 1966, con lo Zoo Palast come sede principale. Direttore del festival è stato per il sedicesimo anno Alfred Bauer.
L'Orso d'oro è stato assegnato al film britannico Cul-de-sac di Roman Polański.
Il festival si è aperto con la proiezione di La leggenda di Liliom, film diretto da Fritz Lang nel 1934 con il quale è stato reso omaggio al produttore tedesco Erich Pommer, scomparso l'8 maggio a Los Angeles.
Le retrospettive di questa edizione sono state dedicate al regista tedesco Max Ophüls, al cineasta statunitense Mack Sennett e al Cinema Novo brasiliano.

## Storia
(Friedrich Luft, Die Welt, 9 luglio 1966)
Il 1966 segnò un cambiamento definitivo nella Berlinale. I film della nuova generazione di registi, tra cui Jean-Luc Godard, Carlos Saura e Roman Polański, generarono un nuovo amore per il dibattito. Le tematiche diventarono più serie, il pubblico era più giovane e non assediava più le star (tra le poche di quest'anno Geraldine Chaplin, Douglas Fairbanks, Jacqueline Bisset, Jean-Louis Trintignant) mentre affollava i cinema interrogando registi e sceneggiatori: «Le sale erano piene di un pubblico estremamente vivace e ben informato», scrisse il critico Friedrich Luft, «non hanno accettato ciecamente il cinismo ben costruito di Roman Polański e hanno avvisato Jean-Luc Godard di non rovinare con banalità la sua immagine della gioventù degli anni sessanta così meravigliosamente sensibile e opportunamente raffigurata».
Durante il festival, in una sala conferenze dell'Europa-Center si tenne un dibattito sul futuro del cinema al quale parteciparono Peter Schamoni, Roman Polański, Pier Paolo Pasolini, Satyajit Ray, Jean-Paul Rappeneau e Volker Schlöndorff. L'evento, moderato dal documentarista Erwin Leiser e organizzato con il canale televisivo ZDF, fu riassunto in poche frasi da Joe Hembus su Film International il 3 luglio 1966: «Schamoni ha ritenuto che la chiave fosse il coinvolgimento. Polański ha trovato la domanda sul futuro del cinema "una domanda molto difficile" e si è sentito incompetente nell'offrire teorie. Come punizione, non gli sono state fatte ulteriori domande ed è caduto nel completo silenzio. Pasolini ha offerto il suo concetto di una "realtà spiritualizzata". Schlondorff gli ha dato una grossa mano ed ha rifiutato il primato dell'impegno ("l'arte viene prima dell'impegno"), assegnando ai registi il regno dei loro piccoli mondi invece del mondo in generale ("i film dovrebbero comunicare i pensieri che una persona ha sui suoi simili"). Ray ha parlato delle difficoltà nel fare film in India... All'improvviso si è parlato dei costi delle produzioni. Polański si è svegliato».
Le discussioni si concentrarono sulle condizioni di vita reali in cui si producevano i film, sulla sfida estetica e sociale della televisione. Il "medium" concorrente era ormai consolidato, l'Accademia del cinema e della televisione di Berlino e l'Università della televisione e del cinema di Monaco di Baviera avevano appena aperto le loro porte e ora si poteva studiare come diventare cineasti. I film sembrarono essersi liberati dai vincoli dell'intrattenimento diventando un mezzo di dibattito e nelle tavole rotonde ci si iniziò a chiedere qual era il futuro del cinema.
Prima dell'inizio del festival ci fu un acceso dibattito che coinvolse la direzione, il Senato di Berlino e il Ministero federale dell'interno e che riguardò la scelta del successore dello storico Ulrich Gregor, passato dalla commissione di selezione a quella consultiva. Il Ministero obiettò sulla proposta di sostituirlo con Raimund le Viseur, critico cinematografico del quotidiano Der Abend, nominando invece Dieter Strunz del Berliner Morgenpost e sollevando le proteste del critico Enno Patalas.
Patalas attaccò Strunz con toni particolarmente duri in diversi articoli sulla rivista Filmkritik, sollevando questioni fondamentali circa l'identità e la struttura della Berlinale e chiedendo che la rassegna si emancipasse da modelli come quelli di Cannes e Venezia, concentrandosi sui propri punti di forza e diventando un festival "di un altro stile": «Per quindici anni i responsabili della Berlinale sono stati entusiasti degli spettacolari esempi di Cannes e Venezia, che qui a Berlino non saranno mai realizzati... Berlino potrebbe essere superiore a entrambi, un festival per il pubblico piuttosto che per i consumatori, un festival degli autori piuttosto che delle star, un festival di discussione piuttosto che di rappresentazione, un luogo di confronto e non di semplici complimenti reciproci, la mostra di un cinema nuovo piuttosto che la sfilata di qualcosa di già collaudato».
La giuria presieduta dal produttore francese Pierre Braunberger, e che incluse anche Pier Paolo Pasolini su esplicita richiesta di Alfred Bauer, si trovò in difficoltà nell'assegnare l'Orso d'oro. In una votazione provvisoria, il critico americano Hollies Alpert e i tre membri tedeschi votarono per Cul-de-sac di Roman Polański, gli altri cinque membri per Nayak di Satyajit Ray. Secondo i verbali della giuria, dopo alcune ore di discussione lo scrittore e critico svedese Lars Forssell cambiò idea e votò per il film di Polański. Bauer e Helmuth de Haas suggerirono di assegnare al film di Ray e alla sua opera completa una menzione speciale. Ad eccezione di Pasolini, che ritenne il premio un insulto al regista indiano e propose di premiare entrambi ex aequo, i giurati accettarono il suggerimento.

## Giuria internazionale
- Pierre Braunberger, produttore (Francia) - Presidente di giuria[8]
- Franz Seitz Jr., regista, sceneggiatore e produttore (Germania Ovest)
- Emilio Villalba Welsh, sceneggiatore (Argentina)
- Khwaja Ahmad Abbas, regista, sceneggiatore, giornalista e scrittore (India)
- Pier Paolo Pasolini, cineasta, poeta e scrittore (Italia)
- Lars Forssell, poeta, giornalista e accademico (Svezia)
- Hollis Alpert, scrittore e critico cinematografico (Stati Uniti)
- Helmuth de Haas, giornalista e scrittore (Germania Ovest)
- Kurt Heinz, compositore (Germania Ovest)

## Selezione ufficiale
- La caccia (La caza), regia di Carlos Saura (Spagna)
- Les Coeurs verts, regia di Édouard Luntz (Francia)
- Cul-de-sac, regia di Roman Polański (Regno Unito)
- Divieto di caccia alle volpi (Schonzeit für Füchse), regia di Peter Schamoni (Germania Ovest)
- O fovos, regia di Kostas Manoussakis (Grecia)
- Georgy, svegliati (Georgy Girl), regia di Silvio Narizzano (Regno Unito)
- Il gruppo (The Group), regia di Sidney Lumet (Stati Uniti)
- High Steel, regia di Don Owen (Canada)
- Jakten, regia di Yngve Gamlin (Svezia)
- Knud, regia di Jørgen Roos (Danimarca)
- Lord Love a Duck, regia di George Axelrod (Stati Uniti)
- Il maschio e la femmina (Masculin, féminin), regia di Jean-Luc Godard (Francia)
- Nayak, regia di Satyajit Ray (India)
- O Padre e a Moça, regia di Joaquim Pedro de Andrade (Brasile)
- Una questione d'onore, regia di Luigi Zampa (Italia, Francia)
- Rosalie, regia di Walerian Borowczyk (Francia)
- Le stagioni del nostro amore, regia di Florestano Vancini (Italia)
- Der Weibsteufel, regia di Georg Tressler (Austria)

## Premi

### Premi della giuria internazionale
- Orso d'oro: Cul-de-sac di Roman Polański
- Orso d'argento, gran premio della giuria: Divieto di caccia alle volpi di Peter Schamoni
- Premio speciale della giuria: Lars Passgård, per l'interpretazione in Jakten di Yngve Gamlin
- Orso d'argento, menzione speciale: Satyajit Ray per Nayak e per l'insieme della sua produzione
- Orso d'argento per il miglior regista: Carlos Saura, per La caccia
- Orso d'argento per la migliore attrice: Lola Albright, per Lord Love a Duck di George Axelrod
- Orso d'argento per il miglior attore: Jean-Pierre Léaud, per Il maschio e la femmina di Jean-Luc Godard
- Orso d'oro per il miglior cortometraggio: Knud di Jørgen Roos
- Orso d'argento, premio della giuria (cortometraggi): Rosalie di Walerian Borowczyk

### Premi delle giurie indipendenti
- Premio FIPRESCI: Le stagioni del nostro amore di Florestano Vancini
Menzione d'onore: Max Ophüls per l'insieme della sua produzione
- Premio OCIC: Georgy, svegliati di Silvio Narizzano
- Premio UNICRIT: Nayak di Satyajit Ray
- Premio INTERFILM: Les Coeurs verts di Édouard Luntz
Raccomandazione: Il maschio e la femmina di Jean-Luc Godard
- Jugendfilmpreis:
Miglior lungometraggio: Il maschio e la femmina di Jean-Luc Godard
Menzione d'onore: Les coeurs verts di Édouard Luntz
Miglior cortometraggio: High Steel di Don Owen